# Notte senza fine (film 1947)
Notte senza fine (Pursued) è un film del 1947 diretto da Raoul Walsh.
Il lungometraggio combina elementi tipici dei film western, dei noir e dei drammi psicologici ed ha come protagonisti Teresa Wright, Robert Mitchum, Judith Anderson e Dean Jagger.

## Trama
Nel 1880, dopo il massacro della sua famiglia, il piccolo Jeb Rand viene accolto dalla vedova Callum, che lo cresce come fosse figlio suo. Rimasto traumatizzato dal massacro, il bambino è vittima di un incubo frequente in cui ricorda solo frammenti di ciò che accadde quella notte: nascosto in una botola, rammenta dei lampi di luce e degli stivali che si muovono freneticamente avanti e indietro. Malgrado il trauma, la vita di Jeb continua normalmente ed egli cresce insieme ai figli della signora Callum, Thorley e Adam; consapevole di essere comunque estraneo alla famiglia, negli anni sviluppa un forte sentimento nei confronti della sorella adottiva, innamorata di lui, mentre i rapporti col fratellastro non sono invece dei migliori.
Anni dopo il massacro, oramai divenuto un ragazzo, Jeb si trova un giorno a cavalcare un puledro in una radura, e qui qualcuno cerca di ucciderlo sparandogli a distanza, mancandolo. Saputo dell'accaduto, la vedova Callum cerca di tranquillizzare il figlio adottivo, dando la colpa a dei cacciatori; in realtà, ella sa che non si tratta affatto di un incidente bensì di un vero e proprio tentato omicidio perpetrato da suo cognato Grant, che, per motivi oscuri, è determinato a uccidere a tutti i costi Jeb.

## Produzione
Il film è stato girato in esterni a Gallup, Nuovo Messico con un budget di 1.830.000 dollari.

## Distribuzione
Pursued ha debuttato nelle sale cinematografiche statunitensi il 2 marzo 1947, in Italia è stato proiettato per la prima volta non più tardi del 4 febbraio 1948 e in versione restaurata come "proiezione speciale" alla 50ª Mostra internazionale d'arte cinematografica di Venezia il 31 agosto del 1993.

### Data di uscita
Le date di uscita cinematografiche internazionali sono state:
- 2 marzo 1947 negli Stati Uniti
- 29 settembre 1947 in Svezia (Förföljd)
- 17 ottobre 1947 in Finlandia (Yksinäinen ratsastaja)
- 3 giugno 1948 in Portogallo (Núpcias Trágicas)
- 13 ottobre 1948 in Francia, (La vallée de la peur)
- 28 febbraio 1949 in Danimarca (Forfulgt)
- 22 marzo 1949 in Giappone
- 25 aprile 1950 in Austria (Blutrache)

## Accoglienza

### Critica
Il critico cinematografico Bosley Crowther scrisse all'epoca una recensione contrastante: «...le azioni strane e rabbiose che attraversano in maniera contorta questo dramma sembrano decisamente assurde e sconcertanti. Cosa c'è di così significativo in un tizio - seppur dal passato di bimbo adottato - che trova la vita in un primitivo ranch del Nuovo Messico leggermente opprimente?...Come abbiamo detto, senza il disvelamento che arriverà piuttosto banalmente alla fine, l'urgenza di queste opprimenti domande è difficile da capire mentre il film si dilunga. Ed è altrettanto difficile entrare in sintonia con l'eroe, che sembra annoiato da tutte le sue sofferenze. Forse perché Robert Mitchum, che lo interpreta, è un signore molto rigido e non emana più vitalità di un frigidaire impostato su 'sbrinamento'».
Quel che Crowther e altri critici dell'epoca non riuscirono a comprendere fu l'innovazione portata dal film: non si trattava solo di un mistery psicologico ma piuttosto di un noir cupo, deterministico e coscienziosamente stilizzato in un'ambientazione western. Inoltre Crowther non aveva ancora imparato ad apprezzare quella che oggi viene definita la leggendaria "Mitchum cool" (calma, imperturbabilità di Mitchum).
Una delle recensioni positive del tempo fu quella di Variety, che lodò il film: «...è un western convincente. Nel film la suspense è eccezionale, ed è generata dalla sceneggiatura originale e dalla regia di Raoul Walsh. Il cast è solido e efficace. La produzione fa uso dell'ambiente naturale del Nuovo Messico, dando un'aria di autenticità che è pienamente catturata dalla cinepresa».
Col tempo il film è stato sempre più apprezzato dai critici e dagli addetti ai lavori, è uno dei film preferiti da Martin Scorsese (la "Scorsese's Film Foundation" garantì i fondi per il restauro) e il regista e critico cinematografico Peter Bogdanovich ne ha dato un ottimo giudizio in un appunto personale del 1963, riportato recentemente sul suo blog: «1963: Ottimo (Un dramma western classico, potente e cupo, su di un figlio adottato e il male che lo circonda... i peccati dei padri vengono trasmessi ai figli, tormentandoli; straordinariamente fotografato, diretto superbamente e recitato con forza e sicurezza. La scrittura non è pari all'eccellenza della narrazione, ma la personalità vigorosa, pulita e entusiasmante di Walsh rimedia decisamente alle mancanze della storia; nel complesso, un film memorabile e accattivante».
Per quanto concerne la critica italiana, Notte senza fine è stato definito così da Paolo Mereghetti: «Un western noir, anomalo e psicoanalitico (...) dove i protagonisti devono combattere più i propri mostri interiori che i nemici esterni. Aiutato dalla musica cupa e grandiosa di Max Steiner, dalla fotografia chiaroscurata di James Wong Howe e perfettamente equilibrato nell'intreccio tra presente e flashback, il film utilizza la recitazione genialmente teatrale dei personaggi (...) e la capacità di mostrare la natura non come paradisiaco rifugio ma come nemico ostile e incombente per dare concreta corposità ai temi psicologici del racconto. Una grande riuscita».
Il critico Aldo Viganò ha sottolineato la messa in scena operata da Walsh («molto realistica e concreta»), e i protagonisti: «cariche vitali sperdute in un paesaggio misterioso (...), entro il quale vanno disperatamente in cerca sia del senso del passato, sia di un orientamento per il presente. (...) Costruito sullo sguardo indecifrabile e sulla recitazione corporea di Robert Mitchum, (...) è un film che sa restituire le emozioni più intense».
Col tempo Notte senza fine è stato valutato il film dove Walsh «ha raggiunto il culmine della sua carriera», addirittura studiato minuziosamente «in due saggi legati tra loro (una lettura psicoanalitica e la relativa risposta - commento) ospitati dalla monografia pubblicata nel 1974 dal Festival di Edimburgo e nel 1976 dalla rivista Framework, (...)». Nella stessa monografia dedicata al regista su Il Castoro cinema, l'autore del volume continua sottolineando l'aspetto più scientifico che salottiero nel personaggio di Jeb Rand, aspetto salottiero «su cui si regge ad esempio Spellbound (Io ti salverò) che Hitchcook aveva realizzato due anni prima». Viene messo qui in risalto che il soggetto  e la sceneggiatura  sono di Niven Busch «scaltrito uomo di penna (il romanzo Duello al sole, da cui King Vidor trarrà l'omonimo film è suo). Tra l'altro Busch era il marito di Teresa Wright, la "vedette" femminile del film». Valutazione entusiasta in Francia su Cahiers du cinéma dove, nell'ambito della retrospettiva che la Cinémathèque française dedica a Raoul Walsh nell'autunno del 2023, viene dedicato notevole spazio a La Vallée de la peur, questo il titolo d'oltralpe per Persued. Già Georges Sadoul nel 1965 aveva scritto: «Il risultato è egregio grazie alla ottima misuratissima regia di Walsh, che non abusa degli effetti che il soggetto avrebbe potuto stimolare e mira all'essenziale, e del protagonista Robert Mitchum, dalla presenza conturbante».